# Ophiacantha indica
Ophiacantha indica är en ormstjärneart som beskrevs av Ljungman 1866. Ophiacantha indica ingår i släktet Ophiacantha och familjen knotterormstjärnor. Inga underarter finns listade i Catalogue of Life.